# Peter Ludwig Berger
Peter Ludwig Berger (Vienna, 17 marzo 1929 – Brookline, 27 giugno 2017) è stato un sociologo e teologo austriaco naturalizzato statunitense, noto principalmente come coautore insieme a Thomas Luckmann del saggio La realtà come costruzione sociale.

## Biografia
Berger nacque a Vienna in Austria nel 1929 e emigrò negli Stati Uniti d'America poco dopo la seconda guerra mondiale. Nel 1949 si diplomò dal Wagner College con un Bachelor of Arts. Continuò gli studi alla The New School di New York (M.A. in 1950, Ph.D. in 1954).
In 1955 e nel 1956 lavorò alla Evangelische Akademie di Bad Boll, Germania. Dal 1956 al 1958 fu professore assistente alla University of North Carolina; dal 1958 al 1963 professore associato all'Hartford Theological Seminary. Il passo successivo della sua carriera accademica fu di professore alla New School for Social Research, alla Rutgers University, e al Boston College. Dal 1981 ha mantenuto la cattedra universitaria di sociologia e teologia alla Boston University, e dal 1985 è stato anche direttore dell'Institute for the Study of Economic Culture, trasformatosi pochi anni dopo nell'Institute on Culture, Religion and World Affairs.

## Pensiero
Berger è forse meglio conosciuto per la sua concezione che la realtà sia una forma di coscienza. Asse portante del lavoro di Berger è la relazione tra la società e l'individuo. Insieme a Thomas Luckmann nel saggio La realtà come costruzione sociale (The Social Construction of Reality), Berger sviluppa una teoria sociologica: 'Società come Realtà Oggettiva e come Realtà Soggettiva'. La sua analisi della società come realtà soggettiva descrive i processi mediante i quali la concezione della realtà di un individuo viene prodotta dalla sua interazione con le strutture sociali. Descrive come nuovi concetti o invenzioni umane diventano parte della nostra realtà mediante il processo di oggettivazione. Spesso questa realtà non viene più riconosciuta come creazione umana, mediante un processo che Berger chiama reificazione.
La sua concezione di struttura sociale ruota intorno all'importanza del linguaggio, "il segno più importante della società umana" ed è simile alla concezione di Hegel del geist.
In diverse occasioni ha umoristicamente ammesso di aver erroneamente predetto una secolarizzazione globale del mondo, ma che la realtà si è dimostrata diversa. Alla fine degli anni ottanta ha pubblicamente riconosciuto che le religioni (sia vecchie che nuove), non solo sono ancora prevalenti, ma in molti casi sono praticate in forma più attiva in questo periodo che nel passato, particolarmente negli Stati Uniti.
Pur riconoscendo che la religione è ancora una potente forza sociale, Berger puntualizza che il pluralismo e la globalizzazione del mondo hanno decisamente cambiato il modo in cui l'individuo sperimenta la fede e nella The Desecularization of the World, cita sia l'accademia Occidentale che l'Europa occidentale stessa come eccezioni all'ipotesi della trionfante de-secolarizzazione: queste culture sono rimaste molto secolari nonostante la rinascita della religione nel resto del mondo.
Nonostante il sorgere di un nuovo paradigma nella sociologia della religione, che trae ispirazione dalla teoria della scelta razionale nello spiegare il comportamento delle fabbriche religiose (chiese) e dei consumatori (individui), il pensiero di Berger ha influenzato molte figure significative nel campo della sociologia della religione odierna, tra cui Robert Hefner, suo collega alla Boston University, e i suoi ex studenti Michael Plekhon, James Davison Hunter e Nancy Ammerman.

## Onorificenze
Berger è stato ammesso nella American Academy of Arts and Sciences nel 1982. È dottore honoris causa della Loyola University, Wagner College, Università di Notre Dame, Università di Ginevra e dell'Università Ludwig Maximilian di Monaco e membro onorario di molte associazioni scientifiche.
Nel 2010 ha vinto il Dr. Leopold Lucas Prize dell'Università di Tubinga.

## Opere
- The Noise of Solemn Assemblies (1961)
- Invito alla sociologia (Invitation to Sociology: A Humanistic Perspective, 1963)
- Con Thomas Luckmann. La realtà come costruzione sociale (The Social Construction of Reality: A Treatise in the Sociology of Knowledge, 1966).
- La sacra volta : elementi per una teoria sociologica della religione (The Sacred Canopy: Elements of a Sociological Theory of Religion, 1967).
- A Rumor of Angels: Modern Society and the Rediscovery of the Supernatural (1969).
- Con Brigitte Berger. Sociology (1972).
- Con Brigitte Berger and Hansfried Kellner. The Homeless Mind: Modernization and Consciousness (1973)
- Pyramids of Sacrifice: Political Ethics and Social Change (1974)
- Facing Up to Modernity: Excursions in Society, Politics and Religion (1979)
- The Heretical Imperative: Contemporary Possibilities of Religious Affirmation (1979)
- Come curatore. The Other Side of God: A Polarity in World Religions (1981).
- Con Brigitte Berger. The War Over the Family: Capturing the Middle Ground (1983)
- The Capitalist Revolution (1986)
- Come curatore. The Capitalist Spirit: Toward a Religious Ethic of Wealth Creation (1990)
- A Far Glory: The Quest for Faith in an Age of Credulity (1992)
- Homo ridens : la dimensione comica dell'esperienza umana (Redeeming Laughter: The Comic Dimension of Human Experience, 1997)
- Come curatore. The Desecularization of the World: Resurgent Religion and World Politics (1999).
- Linda Woodhead (a cura di). Peter Berger and the Study of Religion
- Con Samuel P. Huntington. Many Globalizations: Cultural Diversity in the Contemporary World (2002)
- Questions of Faith: A Skeptical Affirmation of Christianity (2003).
- Con Anton Zijderveld. In Praise of Doubt: How to Have Convictions Without Becoming a Fanatic (2009)
- Dialogue Between Religious Traditions in an Age of Relativity (2011)